# Chouketar Dahachok
Chouketar Dahachok (nep. दहचोक) – gaun wikas samiti w środkowej części Nepalu w strefie Bagmati w dystrykcie Katmandu. Według nepalskiego spisu powszechnego z 2001 roku liczył on 770 gospodarstw domowych i 3860 mieszkańców (1914 kobiet i 1946 mężczyzn).